# United States Rubber Company Mill Complex
El United States Rubber Company Mill Complex es una instalación industrial histórica en la ciudad de Providence, la capital del estado de Rhode Island (Estados Unidos). 

## Descripción
El United States Rubber Company Mill Complex es un gran complejo de edificios industriales que cubre aproximadamente 9 ha en la orilla norte del río Woonasquatucket. Limita al oeste con Ericson Place, al norte con Valley Street y al este con Hemlock Street. La propiedad incluye 29 edificios históricos, construidos entre los años 1880 y 1960, así como tres puentes.
Los edificios son predominantemente estructuras de ladrillo, cuya altura oscila entre uno y cinco pisos, y fueron construidos por Joseph Banigan Rubber Company, su sucesora, la United States Rubber Company, o por American Locomotive Company, cuya propiedad al este de la fábrica de caucho fue adquirida por la US Rubber Company en 1918. Se sabe que solo cuatro edificios construidos por estas empresas fueron demolidos antes de 1960. La planta cerró en 1975 y desde entonces se ha adaptado a una variedad de otros usos.
El complejo fue incluido en el Registro Nacional de Lugares Históricos en 2005.